# Fernand Hue
Pour les articles homonymes, voir Hue.
Fernand Hue, né le 23 août 1846 à Caen (Calvados) et mort en 1895, est un écrivain français, auteur de romans d'aventures et d'ouvrages de vulgarisation scientifique.

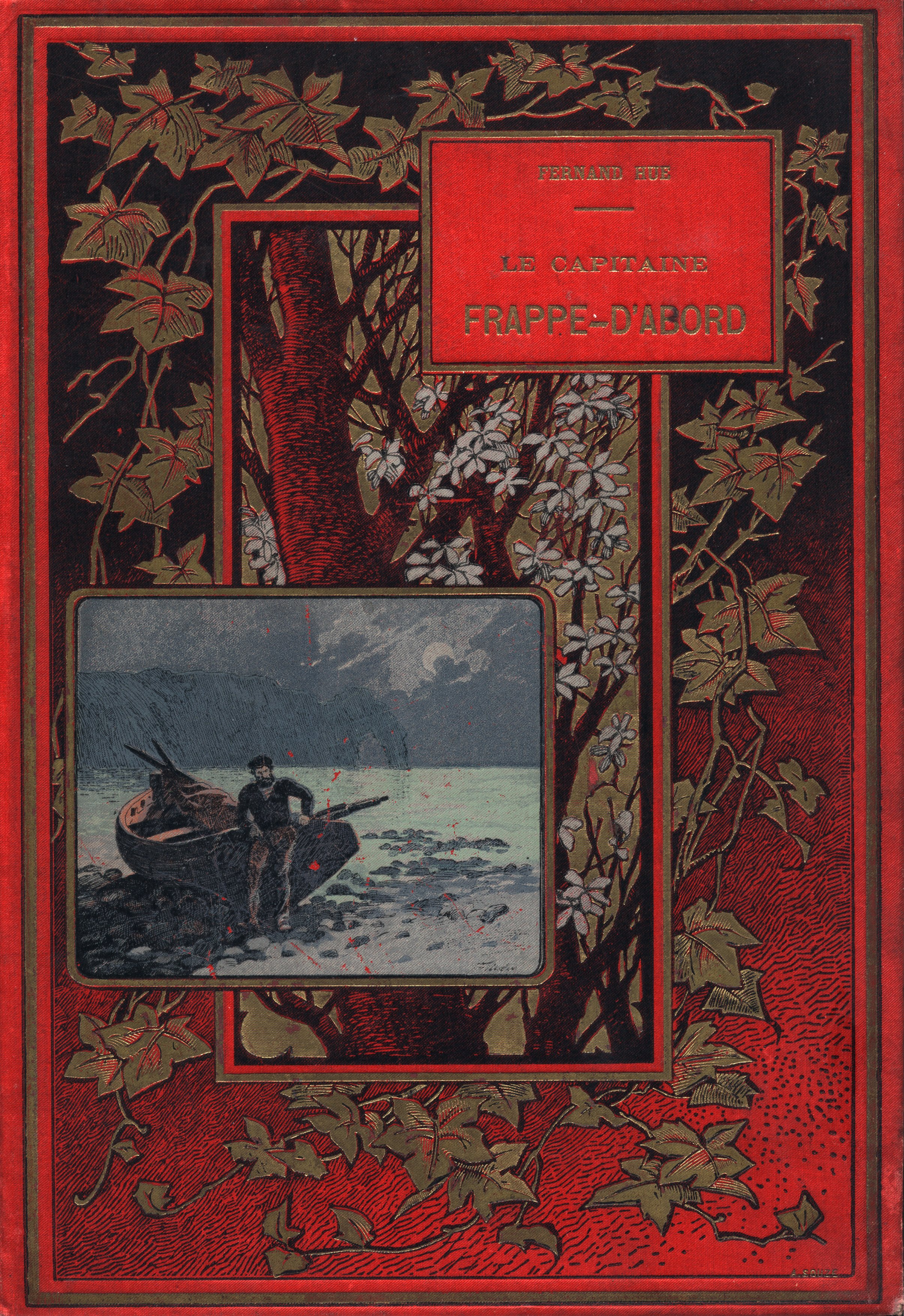
Illustration de couverture du roman historique Le Capitaine frappe d'abord

Il participa à la guerre franco-prussienne en tant que brigadier au 1er régiment de chasseurs d'Afrique.

## Œuvres
- Histoire du 1er régiment de Chasseurs d'Afrique, H. Lecène et H. Oudin Éditeurs, Paris, 1889
- Aventures de cinq chasseurs d'Afrique au Mexique, Les Bouchers Bleus, grand roman historique, illustrations de Gil Baer, Société  Française d'Imprimerie et de Librairie.

Romans d'aventures
- Le capitaine Frappe-D'Abord, grand roman historique, illustrations de George Roux, H. Lecène et H. Oudin, 1894
- 500,000 Dollars de récompense, illustrations de Gil Baer, cinquième série, Société  Française d'Imprimerie et de Librairie, lire en ligne sur Gallica
- Les voleurs de locomotives, illustrations de George Roux, Société  Française d'Imprimerie et de Librairie, lire en ligne sur Gallica
- Les coureurs de frontières, illustrations de  Vintraut et Petit, Société  Française d'Imprimerie et de Librairie. Publié en feuilleton dans Le soleil du Dimanche, 1890, lire en ligne sur Gallica
- Les cavaliers de Lakhdar, illustrations de Gil Baer, Société  Française d'Imprimerie et de Librairie, lire en ligne sur Gallica
- Guérin Spranger et Cie, Société  Française d'Imprimerie et de Librairie
- Les mésaventures d'un volontaire malgré lui, H. Lecène et H. Oudin
- Les Préventions de Suzanne
- Marthe Bresson, H. Lecène et H. Oudin
- La Petite Mionnete
- Le dévouement de Marthe
- Les malheurs de Ninette
- Méconnue, illustrations de Gil Baer, format in-8, Société Française d'Imprimerie et de librairie collection Lecène, Oudin, 224 p. Suivi de : L'épreuve de Léonie, L'âne du père Loriot, Tante Ursule
- Aventures de deux Français et d'un chien en Australie, H. Lecène et H. Oudin, Paris, 1887, lire en ligne sur Gallica
- Yvonne de Boishardi, Librairie d'Education Nationale, Paris, 1904.

Nouvelles
- Les contes de la plage, in-16, Librairie d'éducation nationale Alcide Picard

- La dot d'Adèle

- Les Françaises en 1870

Géographie
- Nos petites colonies, Société  Française d'Imprimerie et de Librairie, lire en ligne sur Gallica
- Nos grandes colonies, 1e série, Amérique, Société Française d'Imprimerie et de Librairie, disponible sur Manioc.org
- Nos grandes colonies, 2e série, Afrique, Société Française d'Imprimerie et de Librairie
- La Guyane française, Lecène et H. Oudin, 1892, disponible sur Manioc.org
- Aux pays du pétrole, Société  Française d'Imprimerie et de Librairie
- Le Congo : histoire, description, mœurs et coutumes, H. Lecène et H. Oudin, 1886
- Les aventures de François Morin en Kabylie
- Les Français à Madagascar, lire en ligne sur Gallica
- Voyage à travers nos petites colonies
- La Réunion et Madagascar, lire en ligne sur Gallica

Science
- Autour du monde en pousse-pousse, voyage d'un ressuscité, visite de l'exposition universelle de 1889, Société Française d'Imprimerie et de Librairie, lire en ligne sur Gallica
- Histoire d'un bloc de houille, en collaboration avec H. Bouron, ingénieur des arts et manufactures, H. Lecène et H. Oudin, 1891, lire en ligne sur Gallica